# Tarenna verticillata
Tarenna verticillata là một loài thực vật có hoa trong họ Thiến thảo. Loài này được Jérémie miêu tả khoa học đầu tiên năm 1974.